# Etnik
Etnik (grč. ἐϑνıϰός: pučki, narodni, koji pripada narodu) ili etnonim, naziv stanovnika naseljenog mjesta, kraja, regije, zemlje ili kontinenta.

## Primjeri
- Zagrepčanin (m.) i Zagrepčanka (ž.), etnici od Zagreb;
- Metkovac (m.) i Metkovka (ž.), etnici od Metković;
- Dalmatinac (m.) i Dalmatinka (ž.), etnici od Dalmacija;
- Albanac (m.) i Albanka (ž.), etnici od Albanija;
- Amerikanac (m.) i Amerikanka (ž.), etnici od Amerika;

## Vanjske poveznice
- Etnici i ktetici Hrvatski u školi, Institut za hrvatski jezik i jezikoslovlje